# Kim Fowley
Kim Vincent Fowley, född 21 juli 1939 i Los Angeles, Kalifornien, död 15 januari 2015 i West Hollywood, Los Angeles, Kalifornien, var en amerikansk skivproducent, impressario, låtskrivare och artist. 
Fowley, som tidigare samarbetat med bland andra Frank Zappa och Gene Vincent, besökte 1970 Sverige, där han under en tid var verksam vid det då nystartade skivbolaget MNW i Vaxholm. Han var under denna tid producent åt den svenska musikgruppen Contact och åt Scorpion (Bo Anders Larsson). Fowley spelade också in sitt album The Day the Earth Stood Still där, vilket också utgavs av MNW. Under 1970-talet blev han bland annat känd som manager för The Runaways.

## Diskografi (urval)
Soloalbum
- 1967 – Love Is Alive and Well
- 1968 – Born to Be Wild
- 1968 – Outrageous
- 1969 – Good Clean Fun
- 1970 – The Day the Earth Stood Still
- 1972 – I'm Bad
- 1973 – International Heroes
- 1974 – Automatic
- 1975 – Animal God of the Streets
- 1978 – Living in the Streets
- 1978 – Sunset Boulevard
- 1979 – Snake Document Masquerade
- 1981 – Son of Frankenstein
- 1984 – Frankenstein and the All-Star Monster Band
- 1993 – White Negroes in Deutschland
- 1994 – Hotel Insomnia
- 1995 – Bad News From The Underworld
- 1995 – Mondo Hollywood
- 1995 – Let the Madness In
- 1996 – Worm Culture
- 1997 – Michigan Babylon
- 1997 – Hidden Agenda at the 13th Note
- 1998 – The Trip of a Lifetime
- 1999 – Sex, Cars and God
- 2003 – Fantasy World
- 2004 – Strange Plantations
- 2004 – Adventures in Dreamland